# Anthyllis aurea
Anthyllis aurea är en ärtväxtart som beskrevs av Welden. Anthyllis aurea ingår i släktet getväpplingar, och familjen ärtväxter. Inga underarter finns listade i Catalogue of Life.